# Поражающие свойства пули

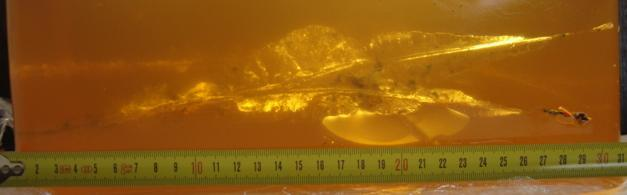
Простреленный баллистический гель (размер канала показывает размер временно-пульсирующей полости).

Поражающие свойства пули — различные характеристики, в совокупности определяющие поражающую способность пули огнестрельного оружия, то есть способность пули наносить повреждения цели (как живой, так и неживой) при попадании в неё.
Среди поражающих свойств пули, в частности, выделяются:

## Проникающая способность пули
Проникающая способность, пробивное действие (пробивная способность) — способность пули проникать сквозь преграду. Определяется путём, пройденным пулей по баллистической траектории в преграде (то есть внутри цели после попадания в неё).
Зависит от импульса (массы и скорости), особенностей конкретного типа пули (геометрии, материала, конструкции и др.), а также от баллистической устойчивости (способности пули сохранять без изменения своё положение) при движении внутри цели.
Очень высокой проникающей способностью обладают пули к крупнокалиберным винтовкам и пулемётам, которые могут применяться для стрельбы по лёгкой бронетехнике (БТР, самолёты, вертолёты и проч.).
См. также: Бронебойная пуля.

## Останавливающее действие пули
Останавливающее действие (останавливающая способность) — характеристика пули, определяющая усреднённую степень потери противником способности к совершению враждебных действий после попадания в него пули (на охоте — способности добычи к нападению или передвижению).
Достаточно часто возникают обсуждения этого фактора, причём как на любительском, так и на профессиональном уровне. При этом стоит учитывать, что успех в перестрелке далеко не всегда зависит от останавливающего действия пули как такового, поскольку на это влияет множество факторов.
Высокое останавливающее действие пули предполагает прежде всего быстрое выведение цели из строя, но при этом летальный исход необязателен (вероятность причинения смерти определяется как «убойное действие», см. ниже). Останавливающее действие зависит от скорости, калибра, массы, геометрии и конструктивных особенностей конкретного типа пули и наиболее важно для оружия ближнего боя (пистолета, револьвера, гладкоствольного ружья).
Останавливающее действие пули тем сильнее, чем скорее нарушаются функции живого организма после её попадания, что непосредственно зависит от степени поглощения целью кинетической энергии пули и потому наиболее резко выражено у тупоконечных пуль (классический пример — пуля патрона к револьверу системы Нагана): они проникают относительно неглубоко, быстро тормозятся и создают мощную ударную волну, которая вызывает объёмное сотрясение (временную пульсирующую полость) и контузию прилежащих органов и тканей, что дезориентирует цель. Остроконечные же пули, наоборот, как правило проникают глубоко и замедляются плавно, более рассекая, чем сминая среду перед собой: из-за скорости рассечения нервных окончаний зачастую проникновение, как таковое, даже не ощущается солдатом (особенно в напряжённых боях из-за высокого содержания адреналина в крови), а ощущается скорее, как «удар», словно тяжёлым тупым предметом. Ранения такого типа могут даже оказываться сквозными, но не выводить цель из строя сразу, особенно если не задеты жизненно важные органы. Тем не менее, кровотечение с течением времени от таких пуль сильнее, чем от пистолетных (которые, в свою очередь, вызывают более сильное «мгновенное» кровотечение за счёт удара и передачи импульса), что либо выводит цель из строя через некоторое время, либо обязывает её останавливать кровотечение, что тоже на некоторое время выводит её из боя.
Особенно остро этот вопрос встал во время колониальных и банановых войн, — туземные воины приводили себя в состояние боевого транса, в результате чего их организм получал значительное сопротивление травмам: даже получив несовместимые с жизнью ранения, они ещё какое-то время продолжали атаковать, в результате чего вооружённые силы США практически полностью отказались от ручного огнестрельного оружия калибром ниже .45 для оснащения экспедиционных войск, что вынудило Д. Б. Вессона разработать новый револьверный патрон — .38 Special и новый револьвер под этот патрон.
Имеет значение и материал: безоболочечные свинцовые пули сплющиваются и останавливаются раньше твёрдых оболочечных. Значительно усиливает останавливающее действие применение экспансивных пуль. Однако экспансивность пули начинает играть значительную роль лишь тогда, когда кинетическая энергия пули позволяет ей сохранить достаточную скорость при выходе из человеческого тела (без учёта фактора экспансивности).
Пули малого калибра оживальной формы, имеющие начальную скорость свыше 700 м/с, также могут обладать значительным останавливающим действием за счёт большого размера временной пульсирующей полости и сильной гидродинамической контузии окружающих тканей. Ещё один способ — если их конструкцией обеспечено смещение центра тяжести к хвосту пули, что вызывает её опрокидывание после встречи с целью благодаря полученному снижению баллистической устойчивости. Гидродинамический шок на уровне нервной системы «отключает» (обычно на крайне короткий срок, длительностью в доли секунды) работу мышц в районе попадания, избежать этого эффекта невозможно.
В качестве примера боеприпасов высокого останавливающего действия можно назвать патроны 5,56 × 45 мм НАТО (.223) и .44 Magnum. Малым останавливающим действием обладают 6.35 Браунинг, 7.65 Браунинг. Достаточно высоким останавливающим действием обладают пули для травматического оружия (т. н. «резиновые пули»).

### Таблица останавливающего действия различных патронов
Ниже представлена таблица статистики реальных уличных перестрелок, где показывается эффективность различных пистолетных пуль с цельнометаллической оболочкой (FMJ) по данным One Shot Stop Marshall & Sanow, где шанс в % вывести оппонента из строя с первого попадания, где 100 максимально возможное и 100 % гарантированное выведение из строя.
| Шанс вывести цель из строя | %  |
| -------------------------- | -- |
| .22 LR                     | 21 |
| .25 ACP                    | 24 |
| .32 ACP                    | 49 |
| .380 ACP                   | 52 |
| 9х19 NATO                  | 58 |
| .45 ACP                    | 63 |
| .40 S&W                    | 70 |
| .357 MAG                   | 73 |

## Убойное действие пули
Убойное действие пули — характеристика пули, описывающая вероятность причинения смерти при попадании в живую цель.
Убойное действие напрямую зависит от энергии пули. Чем больше энергии у пули, тем вероятнее будет тяжелее ранение. Однако важно ещё учитывать количество переданной энергии. Пуля большего калибра при прочих равных передаст больше энергии, чем пуля меньшего калибра при одинаковой энергии и скорости ввиду большего испытываемого сопротивления в тканях. Также на убойное действие влияет устойчивость пули в тканях: пуля, которая часто и много раз меняет своё направление в теле (например, 5,45 × 39 мм), может нанести куда большие повреждения, чем пуля, которая будет более устойчива в теле. На убойное действие огромное влияние оказывает и скорость полёта пули. Высокоскоростные пули 5,56 × 45 мм НАТО могут буквально разорваться в теле из-за испытываемого большого сопротивления в среде, в которую попали, нанеся очень тяжелые раны. На убойное действие большое влияние оказывает и зона попадания — удачно попавшая пуля из «мелкашки», например .22 Long Rifle, в глаз, может оказаться по последствиям куда опаснее, чем, например, пуля .45 ACP, попавшая в живот.
Наиболее высоким убойным действием обладают высокоскоростные пули большого калибра с высокой дульной энергией, например 14,5 × 114, .50 BMG, ранения которыми даже без поражения жизненно важных органов зачастую смертельны.
Наименьшим убойным действием обладают низкоскоростные пули малого калибра с невысокой дульной энергией, например 6,35 × 15 мм Браунинг, .22 Long Rifle, при ранении которыми даже при поражении жизненно важных органов есть значительные шансы на выживание.
Пули для травматического оружия (огнестрельное оружие ограниченного поражения, ОООП, так называемые «резиновые») обладают более-менее высоким останавливающим, но не сколько-нибудь серьёзным убойным действием, однако случаи нанесения ими смертельных или тяжёлых калечащих ранений не так уж и редки (чаще всего при попадании в голову).

## Гидроудар или гидродинамический шок у пули

Взрыв бутылки с водой при попадании пули 7.62х39 FMJ из-за действия гидроудара

Проявляется при попадании в среду с жидкостями, в том числе и живых целях (люди, животные и т. д.), так как все они состоят из воды и крови. Напрямую зависит от скорости, и начинает проявляться в меньшей степени при скорости в 300—350 м/c, в большей начиная от 600—700 м/c и далее. Сам по себе гидроудар может оказывать огромное влияние на убойность пули, так как способен полностью или частично разрушить неэластичные органы тела: мозг, сердце, печень, желудок (особенно полный) и прочее. В большей степени гидроудару сопротивляются эластичные органы, способные к растяжению и не богатые жидкостью, например, лёгкие.

## Временная пульсирующая полость

Временная пульсирующая полость в результате попадания пули 5.45х39 FMJ в баллистический гель

Временная пульсирующая полость возникает в результате передачи кинетической энергии пули биологическим тканям или другому материалу и разлёту его фрагментов под действием его кинетики. Невооруженным глазом не видна, так как протекает очень быстро, однако может быть зарегистрирована высокоскоростной съемкой. Зависит от скорости, калибра, конструкции, а также устойчивости пули в тканях. Наиболее сильно проявляет себя в экспансивных пулях, либо когда пуля теряет устойчивость и поворачивается боком, в этот момент регистрируется наиболее быстрая передача энергии. Временная пульсирующая полость оказывает сильное влияние на убойное и останавливающее действие пули и может более чем в 30 раз превышать калибр пули, поражая органы, ткани и т. д. далеко за пределами основного раневого канала.